# Žluva černohlavá
Žluva černohlavá (Oriolus xanthonotus) je zpěvný pták z čeledi žluvovití, jenž se přirozeně vyskytuje v orientální oblasti.

## Systematika
Žluva černohlavá náleží do čeledi žluvovití (Oriolidae), jde o jednoho ze zástupců početného rodu Oriolus. Druh popsal americký přírodovědec Thomas Horsfield roku 1821 pod stále platným vědeckým jménem Oriolus xanthonotus.
Původně byly rozlišovány čtyři poddruhy:
- poddruh † Oriolus xanthonotus assimilis
- poddruh Oriolus xanthonotus consobrinus Ramsay, 1880
- poddruh Oriolus xanthonotus mentawi Chasen & Kloss, 1926
- poddruh Oriolus xanthonotus persuasus Bangs, 1922
- poddruh Oriolus xanthonotus xanthonotus Horsfield, 1821

Podle studie z roku 2022 nicméně žluva černohlavá představuje druhový komplex dvou druhů, jejichž areál výskytu se protíná na Borneu. V užším smyslu se rozeznávají pouze poddruhy xanthonotus a mentawi.

## Výskyt
Žluva černohlavá se vyskytuje v orientální oblasti, je rozšířena od myanmarského Tenasserimu přes Malajský poloostrov až po Malajské souostroví (Sumatra, Borneo, Jáva i přidružené ostrovy, jako je Mentavajské souostroví). Na severu ji nahrazuje druh O. consobrinus. Žluva se soustředí převážně do nížinných stálezelených pralesů v nadmořské výšce do 1220 m, byť může obývat i rašelinné bažinaté lesy či vzrostlé druhotné lesní porosty.

## Popis
Žluva černohlavá dosahuje velikosti asi 20 cm. Samec se vyznačuje černou hlavou, křídly a ocasem, hřbet a kostřec vykazují jasně žluté opeření. Spodní partie jsou na hrdle a horní části hrudi černé, zbarvení níže přechází do bílé s výraznými načernalými pruhy, spodek ocasu je žlutý. Duhovka je červená. Samice má svrchní část těla olivově hnědou, spodní partie pak bílé, opět s pruhovaným vzorem. Spodní strana ocasu je jako v případě samců žlutá. Duhovka je hnědá. Zobák je u obou pohlaví narůžovělý.

## Biologie
Žluva černohlavá je pták vázaný na lesní stanoviště. Obvykle se rychle pohybuje ve stromovém baldachýnu, kde loví drobný hmyz a housenky z listů a větví. V nižších stromových patrech sbírá ovoce, někdy se shromažďuje i na plodících keřích na okraji lesa. Obecně platí, že ve volné přírodě jde jen o obtížně pozorovatelného opeřence, jehož přítomnost často prozrazuje spíše charakteristické flétnové volání, než aby jej člověk přímo zahlédl.
Nedostatečné množství informací zůstává i ohledně sociální struktury a hnízdních návyků. Podle pozorování ve volné přírodě si žluny černohlavé budují pohárovitá hnízda z rostlinného materiálu, jako jsou stébla trávy nebo bambusu, jež zavěšují na stromovou vegetaci. Snůška činí dvě vajíčka.

## Ohrožení
Hrozbou je především rychlé a intenzivní odlesňování v celém regionu jihovýchodní Asie. Žluva černohlavá je poměrně běžným a rozšířeným ptákem a k roku 2024 je považována za málo dotčený taxon, IUCN však očekává mírný pokles jejích populací. Celková velikost populace nebyla kvantifikována.